# Ілюзія безпеки
«Ілюзія безпеки» (англ. Leave The World Behind) — художній фільм режисера Сема Есмейла, екранізація роману Румаана Алама. Головні ролі зіграли Джулія Робертс, Магершала Алі та Ітан Гоук.
Літературною основою сценарію став роман Румаана Алама «Ілюзія безпеки», опублікований у 2020 році. Головні герої — подружжя, яке вирішує провести відпустку в орендованому будинку у віддаленій частині Лонг-Айленду. Проте господарі будинку раптово повертаються та повідомляють, що у Нью-Йорку сталася катастрофа.

## Сюжет
Аманда Сендфорд, мізантроп, прокинувшись одного дня, вирішує відвезти свою сім'ю на незаплановану відпустку в орендований будинок на Лонг-Айленді. Її чоловік Клей — професор, а двоє дітей, Роуз і Арчі, одержимі технікою. Роблячи покупки в продуктовому магазині, Аманда бачить бородатого чоловіка, який купує велику кількість води та консервів. Пізніше, перебуваючи вдома, вони виявляють, що не мають доступу до інтернету. Роуз не може подивитися останню серію «Друзів». Клей і Аманда спостерігають, як на територію будинку заходять олені. Коли вони відпочивають на сусідньому пляжі, до берега причалює нафтовий танкер. Стривожені, вони повертаються додому і виявляють, що ні телевізор, ні Wi-Fi не працюють.
Пізніше тієї ж ночі, коли діти заснули, до будинку з'являються Джордж Скотт (Д. С.) та його донька Рут. Вони пояснюють, що будинок належить їм і що через відключення електроенергії в місті вони повернулись на Лонг-Айленд. Мати Рут перебуває в Марокко у відрядженні і наступного дня має вилетіти назад. Аманда одразу ставиться до них з недовірою, але Клей дозволяє їм переночувати після того, як Д. С. повертає їм $1,000 готівкою.
Вранці Аманда виявляє на своєму телефоні чотири сповіщення: два про відключення електроенергії, одне попередження про відповідальність хакерів за те, що відбувається, і ще одне, незрозумілий текст із цифр та символів. Роуз спостерігає, як набагато більша група оленів, ніж раніше, приходить до їхніх володінь. Клей вирішує поїхати до міста, щоб отримати відповіді на деякі питання, але не може знайти дорогу, оскільки його GPS не працює. Він проїжджає повз засмучену жінку, яка іспанською просить про допомогу, але не звертає уваги. Він також бачить безпілотник, який скидає листівки арабською мовою.
Д. С. йде до будинку свого сусіда, який лежить у руїнах. На сусідньому пляжі він знаходить місце катастрофи з розкиданими тілами та відірваними частинами тіл, а також бачить, як у те саме місце на пляжі падає ще один літак, який наскрізь просякнутий океанською водою. Роуз розповідає Арчі про своє занепокоєння щодо оленя, стверджуючи, що олень намагався їй щось сказати, але йому байдуже, бо він закоханий у Рут. Роуз і Арчі вирушають дослідити феномен оленя і натрапляють на сарай. Коли вони повертаються додому, Арчі кусає кліщ.
Д. С. повертається до будинку і бреше Рут і Аманді про те, чому він мокрий, стверджуючи, що впав у басейн. Пізніше Д. С. повідомляє Аманді, що не зміг скористатися супутниковим телефоном, припускаючи, що супутники могли бути пошкоджені, і розповідає їй про авіакатастрофу. Раптовий пронизливий шум приголомшує їх усіх.
Д. С. повідомляє Аманді, що бородатий чоловік, якого вона раніше бачила, коли купувала воду та консерви, був самопроголошеним виживальником і підрядником на ім'я Денні. Повертається Клей і показує одну з листівок, скинутих дроном. Арчі перекладає частину напису як «Смерть Америці». Санфорди вирішують поїхати до сестри Аманди в Нью-Джерсі, але траса забита самокерованими автомобілями, які врізаються один в одного; вони повертаються до будинку Д. С..
Пізніше того ж вечора Д. С. зізнається Аманді, що, можливо, йдеться про урядову змову. Тим часом Рут просить Клея покурити з нею вейп і ставить йому провокаційні запитання. Вони стають свідками появи зграї фламінго в басейні. Пізніше Рут заявляє батькові, що Клей хоче зайнятися з нею сексом, і запитує його, чому він знову впустив їх. Вони також говорять про матір Рут, яку тепер вважають мертвою. Наступного ранку Роуз не можуть знайти, а в Арчі починають випадати зуби.
Д. С. відвозить Клея й Арчі до Денні, виживальника, по ліки. Денні припускає, що зуби, які випадають у Арчі, і болісний шум, який всі відчули, є наслідком дії зброї спрямованої енергії. Під час пошуків Роуз Аманда рятує Рут від нападу стада оленів. Після тривалого протистояння Денні вирішує допомогти Арчі в обмін на гроші й направляє їх до підземного бункера, підготовленого до судного дня. Д. С. зізнається Клею, що знає, що відбувається — він каже, що готується державний переворот, і саме тому люди при владі дозволяють громадянській війні вкоренитися, виводячи з ладу технології та підживлюючи хаос. Аманда і Рут бачать, як бомбардують Нью-Йорк, а Роуз заходить у сусідній будинок і знаходить бункер, де перехоплювач системи екстреного оповіщення виявляє, що США перебувають у стані війни з нелегальними збройними формуваннями, і припускає, що в ній задіяна радіологічна зброя. Вона знаходить DVD з останнім сезоном «Друзів» і починає дивитися фінал серіалу.

## У ролях
- Джулія Робертс — Аманда Сендфорд
- Магершала Алі — Джордж Скотт
- Ітан Гоук — Клей Сендфорд
- Майгала — Рут Скотт
- Кевін Бейкон — Денні
- Фарра Маккензі — Роуз Сендфорд

## Виробництво
Проєкт анонсований компанією Netflix у 2020 році, ще до публікації роману Алама. На право екранізувати книгу претендували також Apple та Metro-Goldwyn-Mayer. Сем Есмейл написав сценарій і зайняв крісло режисера; він також став продюсером картини разом із Чедом Гемілтоном. Головні ролі дісталися Джулії Робертс і Дензелу Вашингтону, проте пізніше місце Вашингтона зайняв Магершала Алі. У січні 2022 року до акторського складу приєдналися Ітан Гоук, Майгала Герролд, Раян Кіра Армстронг та Чарлі Еванс.
Фільм знімали у квітні 2022 року на Лонг-Айленді, додаткові сцени — в травні в Катоні, штат Нью-Йорк.

## Саундтрек
Мак Квейл написав оригінальну музику до фільму, яка складалася з дев'яти нот і була натхненна французьким композитором Олів'є Мессіаном та його ладами Мессіана, а саме Ладом 3. Квейл сказав: "Я почав експериментувати з ними і виявив, що Лад 3, який по суті є гамою, створював дуже цікаве гармонійне відчуття", додавши "І в мене з'явилася ідея зробити весь фільм в цьому одному ладі... Я не знав, чи вистачить його на весь фільм, але вистачило".
Есмейл намагався обирати пісні, які раніше не використовувалися на телебаченні чи у фільмах, оскільки турбувався, що у глядачів можуть бути асоціації з цими піснями, які "заважатимуть або ускладнюватимуть сприйняття сцени чи те, що глядач відчуває під час перегляду". Наприклад, Есмейл обрав "Too Close" гурту Next, пісню, яка, на його думку, була "одночасно дуже смішною і милою" і не була заїждженою у фільмах, для сцени, яка "переходить від легкої і грайливої до сумної і темної протягом хвилини".

## Оцінки та відгуки
На сайті агрегатора рецензій Rotten Tomatoes 75 % з 127 відгуків критиків є позитивними, із середньою оцінкою 6,9/10. Консенсус на сайті такий: «Винятково добре зіграний апокаліптичний трилер „Залиш світ позаду“ неухильно затягує глядача, незважаючи на неквапливий темп і дещо спрощений меседж». Metacritic, який використовує середньозважену оцінку, поставив фільму 67 балів зі 100, спираючись на 34 критиків, що свідчить про «загалом схвальні» відгуки.

### Глядацька аудиторія
З 4 по 10 грудня 2023 року фільм очолив рейтинги стримінгу і був фільмом номер один на Netflix, набравши 41,7 мільйона переглядів. До кінця 2023 року фільм накопичив 121 мільйон переглядів. У січні 2024 року фільм увійшов до списку найпопулярніших фільмів Netflix усіх часів на восьмому місці, набравши 136,3 мільйона переглядів за перші 52 дні. Станом на вересень 2024 року він посідає п'яте місце серед найпопулярніших англомовних фільмів усіх часів на Netflix із 143,4 мільйона переглядів.

## Символізм та підтекст
Сюжет фільму Leave the World Behind є апокаліптичним сценарієм, в якому зовнішні загрози та внутрішні конфлікти руйнують суспільний порядок. Наратив зображує людство та сучасну цивілізацію як вразливі до скоординованих атак.
Коли білі батьки готуються до сну, чорний батько з донькою несподівано з'являються на їхньому порозі, тікаючи від тривожної ситуації, що розгортається в Мангеттені і потенційно впливає на всі Сполучені Штати. Коли Інтернет, телефони і телебачення виходять з ладу, розгубленість родини зростає. Однак біржовий спекулянт з Волл-стріт, попереджений заможним клієнтом, розуміє серйозність ситуації. Вороги Америки розпочали трифазну атаку: спершу вони виводять з ладу комунікаційні мережі та інфраструктуру; потім поширюють дезінформацію; і нарешті, розраховують на те, що американці опустяться до хаосу виживання найсильніших. Подальша паніка призводить до палаючих міст і людей, які нападають одне на одного, що знаменує крах суспільства.
Нафтовий танкер під назвою White Lion, що сів на мілину, допомагає створити сцену для апокаліптичного повороту, відразу створюючи відчуття таємничості та насування біди. Коли персонажі дізнаються про масштабну катастрофу, персонаж Ітана Хоука, Клей Сендфорд, намагається пов'язати посадку танкера на мілину з нападом на Америку. Клей небезпідставно вважає, що той, хто атакував США в "Leave the World Behind", хотів би порушити американські поставки нафти. Однак назва корабля натякає на глибший зміст. White Lion є відсиланням до корабля, який вважається початком рабства в Америці, що символізує прибуття перших африканських рабів до Вірджинії в 1619 році.
У романі персонаж Аманди "більше стривожена тим фактом, що [Скотти] чорні — 'ці люди не виглядали такими, що могли б володіти таким гарним будинком,' вона та її чоловік Клей сумніваються, як їхні орендодавці з Airbnb можуть бути заможними і чорними, і описується, що вони приїхали на машині, яка була "не настільки нова, щоб бути розкішною, і не настільки стара, щоб бути богемною".
Наративні техніки обрамляють сучасну катастрофу протягом фільму в ширшому контексті тривалої моральної розплати за расизм та біднсть у США.